# بياتريس مينتز
بياتريس مينتز (بالإنجليزية: Beatrice Mintz)‏ (من مواليد 24 يناير 1921 في مدينة نيويورك) عالمة أجنة أمريكية ساهمت في فهم التعديل الوراثي والتمايز الخلوي والسرطان، وخاصة سرطان الجلد.
كانت مينتز رائدة في تقنيات الهندسة الوراثية، وكانت من أوائل العلماء الذين أنتجوا كلا من الثدييات الخيمية والجينية المحورة.
شاركت في عام 1996 مع رالف إل. برينستر جائزة March of Dimes في البيولوجيا التطورية لعملهما معا في تطوير الفئران المعدلة وراثياً.
أمضت معظم حياتها المهنية في مركز فوكس تشيس للسرطان في فيلادلفيا، حيث تم تعيينها في عام 2002 في منصب جاك شولتز للعلوم الأساسية.
مينتز أيضا عضوة في كل من أكاديمية الولايات المتحدة الوطنية للعلوم والأكاديمية البابوية للعلوم.

## النشأة والتعليم
ولدت بياتريس مينتز لصموئيل وجاني شتاين مينتز، وهي عائلة يهودية من ميكولينتسي، النمسا والتي كانت جزءًا مما كان يُطلق عليه آنذاك غاليسيا.
تخرجت بامتياز بمرتبة الشرف من كلية هانتر في عام 1941 ثم نالت الدراسات العليا من جامعة نيويورك لمدة عام.
بسبب فرص القبول المعادية للسامية في الكليات على الساحل الشرقي، التحقت بجامعة أيوا حيث حصلت على درجة الماجستير في عام 1944 وعلى درجة الدكتوراه في عام 1946 بدراسة البرمائيات تحت إشراف إميل ويتشي.

## بحثها
بعد التخرج تم قبول مينتز كأستاذة في العلوم البيولوجية بجامعة شيكاغو (1946-1960) إضافة لدراساتها في الخارج: حصلت مينتز على منحة بحث فولبرايت في جامعتي باريس وستراسبورغ في عام (1951).
في عام 1960 انتقلت إلى معهد أبحاث السرطان التابع لمعهد أبحاث مستشفى لانكينو، الذي أصبح مركز فوكس تشيس للسرطان في عام 1974، حيث بقيت تعمل في اختصاصها.
في منتصف الخمسينيات من القرن العشرين، حولت مينتز تركيزها البحثي من البرمائيات إلى الثدييات وأصبحت رائدة في عملية التحول الوراثي للثدييات.
في عام 1965 أصبحت أستاذة مساعدة في جامعة بنسلفانيا.
قامت مينتز وكريستوف تاركوسكي بشكل مستقل بتكوين أول فأر خيمري جنيني في 1960s من خلال تجميع اثنين من الأجنة في مرحلة الثمانية خلايا، ثم تطورت الفئران الناتجة بشكل طبيعي وكانت أنسجتها عبارة عن خليط من الخلايا المشتقة من انسجة أجنة المانحين.
تابعت مينتز تكوين أجنة خيمرية حية ل تحتوي على الأورام المميتة مما يقارب الخمسة عشر فأر مخبري مختلف.
طورت مينتز تقنية شملت خلط خلايا من سلالة فأر أسود في الكيسة الأريمية للفئران البيضاء أو البنية في المختبر.
ثم نقلت هذه الأجنة الأولية جراحياً إلى أمهات بديلة، وبعد الولادة، تتبعت تطور الأنسجة لكل نوع من الخلايا من خلال دراسة لون الفرو.
كانت تقنية دمجها الخلوي ناجحة حيث فشل الآخرون بسبب اختيار إزالة المنطقة الشفافة بواسطة مركب البرونياز بدلاً من ازالتها يدويا.
منذ عام 1967 كونت مينتز أكثر من 25,000 متحور وراثي باستخدام هذه التقنية.
كما وضحت مينتز أن خلايا الورم تيروكوكارسينوما يمكن إعادة برمجتها لتصبح الفئران سليمة من السرطان عند دمجها مع الخلايا الجنينية من فأر سليم، مستفيدة من خبرتها في التجارب خلال ثماني سنوات باستخدام بعض أقوى الخلايا الجذعية نفاذيةً تم صنعها.
نشرت مينتز ورودولف جاينيش ثورة تكنولوجية في عام 1974 حيث كان جاينيش باحثًا في مرحلة ما بعد الدكتوراه في جامعة برينستون في ذلك الوقت وكان مهتمًا بمعرف سبب حدوث أنواع معينة من السرطان عند حقن فئران بالغين بالفيروسات.
مستلهما من عمل مينتز السابق أراد أن يعرف ما إذا كان حقن فيروس في الأجنة في مرحلة مبكرة سيؤدي إلى تعديل الحمض النووي وما هي أنواع السرطان التي ستظهر.
وافقت مينتز على العمل مع جاينيش، الذي انضم إلى مختبرها كزميل زائر لمدة 9 أشهر. وأظهروا أن الحمض النووي من الفيروس، SV40  يمكن أن يتداخل مع الحمض النووي المعدل للفئران ويصل لمرحلة النضج بدون إظهار أي تحولات سرطانية.
على الرغم من أن الخلايا الجسدية فقط تتأثرت فإن هذا يعني أن الحمض النووي لن يورث إلى الأجيال القادمة، وهذه هي أول مجموعة من الفئران مكونة من حمض نووي أجنبي (بسبب وحود حمض الفيروس النووي) وهذه التجربة اثبتت أن تكون الثدييات المعدلة بشكل وراثيا يمكن تكوينها بشكل صحي بحقنها بحمض الفيروس النووي. 
باستخدام هذه التقنيات، تمكنت مينتز من تدوين الأساس الجيني لأنواع معينة من السرطان، وفي عام 1993 أنتجت أول فأر من سرطان الجلد الخبيث البشري.

## تكريماتها
حصلت مينتز على العديد من الجوائز والأوسمة بما في ذلك أول ميدالية لجمعية الوراثة الأمريكية (1981) وجائزة March of Dimes  في علم الأحياء التنموي المشتركة مع Ralph L. Brinster عام (1996).
انتخبت كزميلة في الأكاديمية الأمريكية للفنون والعلوم (1982)، والرابطة الأمريكية لتقدم العلوم (1973)، وزميلة فخرية في الجمعية الأمريكية لأمراض النساء والتوليد منذ عام 1980.
فازت بجائزة بابانيكولاو للإنجاز العلمي (1979)، وجائزة أموري (1988)، وميدالية إرنست يونج الذهبية للطب (1990) وميدالية جون سكوت (1994) وميدالية الشرف الوطنية للجمعية للبحوث الأساسية (1997)، شهادة المرأة المتميزة في العلوم (1993) من أكاديمية نيويورك للعلوم، وفي عام 2007 حصلت على جائزة بيرل مايستر غرينغارد.
في 8 مارس 2011، منحت المؤسسة الأمريكية الوطنية لأبحاث السرطان بياتريس مينتز جائزة سنس-جيورجي السنوية السادسة للتقدم في أبحاث السرطان.
في عام 2012، حصلت مينتز على جائزة AACR  السنوية التاسعة لإنجازاتها في حياتها في أبحاث السرطان.
وقد تلقت مينتز درجات دكتوراه فخرية من خمس جامعات. وقدمت عشرات المحاضرات المميزة بما في ذلك محاضرة الذكرى السنوية في مختبر وودز هول مارين البيولوجي عام (1978) وهي أول محاضِرة في العلوم الطبية الحيوية في أكاديمية نيويورك للعلوم (1980).
وهي عضو في الأكاديمية الوطنية للعلوم، وهي أحد الأعضاء السابقين في معهد أبحاث السرطان، مركز فوكس تشيس للسرطان، فيلادلفيا، وعملت كمشرفة في تحرير الكثير من المجلات العلمية.